# Qualificazioni al campionato europeo femminile under 18 di pallavolo 2015
Le qualificazioni al campionato europeo pre-juniores di pallavolo femminile 2015 si sono svolte dall'8 all'11 gennaio 2015: al torneo hanno partecipato trentuno squadre nazionali pre-juniores europee e undici di queste si sono qualificate per il campionato europeo femminile under 18 di pallavolo 2015.

## Regolamento
Le squadre hanno disputato una fase a gironi con formula del girone all'italiana: la prima classificata di ogni girone e le tre migliori seconde si sono qualificate per il campionato europeo femminile under 18 di pallavolo 2015, mentre la nazionale ospitante, la Bulgaria, è stata ammessa di diritto.

## Squadre partecipanti
- Austria
- Belgio
- Bielorussia
- Croazia
- Danimarca
- Estonia
- Finlandia
- Francia
- Germania
- Georgia
- Grecia
- Israele
- Italia
- Lettonia
- Lituania
- Montenegro
- Norvegia
- Paesi Bassi
- Polonia
- Portogallo
- Rep. Ceca
- Romania
- Russia
- Spagna
- Serbia
- Slovacchia
- Slovenia
- Svizzera
- Turchia
- Ucraina
- Ungheria

## Torneo
| Girone A | Girone B | Girone C  | Girone D    | Girone E   |
| -------- | -------- | --------- | ----------- | ---------- |
| Georgia  | Francia  | Croazia   | Bielorussia | Italia     |
| Romania  | Serbia   | Finlandia | Germania    | Norvegia   |
| Turchia  | Svizzera | Polonia   | Israele     | Portogallo |
| Ungheria | Ucraina  | -         | Spagna      | Slovacchia |

| Girone F    | Girone G | Girone H  |
| ----------- | -------- | --------- |
| Austria     | Belgio   | Danimarca |
| Grecia      | Estonia  | Lituania  |
| Montenegro  | Lettonia | Rep. Ceca |
| Paesi Bassi | Slovenia | Russia    |

### Girone A

#### Risultati
| 9 gennaio 2015 Ataturk Sports Hall, Alanya Durata: 1h:07 - Spettatori: 1 500  | Georgia  | 0 - 3 | Turchia  | 13-25, 11-25, 12-25              |
| 9 gennaio 2015 Ataturk Sports Hall, Alanya Durata: 1h:13 - Spettatori: 200    | Romania  | 3 - 0 | Ungheria | 28-26, 25-16, 25-20              |
| 10 gennaio 2015 Ataturk Sports Hall, Alanya Durata: 2h:03 - Spettatori: 1 500 | Turchia  | 3 - 2 | Ungheria | 24-26, 28-30, 25-21, 25-11, 15-9 |
| 10 gennaio 2015 Ataturk Sports Hall, Alanya Durata: 1h:38 - Spettatori: 150   | Georgia  | 3 - 1 | Romania  | 19-25, 25-23, 25-13, 25-23       |
| 11 gennaio 2015 Ataturk Sports Hall, Alanya Durata: 1h:05 - Spettatori: 1 500 | Turchia  | 3 - 0 | Romania  | 25-14, 25-12, 25-14              |
| 11 gennaio 2015 Ataturk Sports Hall, Alanya Durata: 1h:04 - Spettatori: 125   | Ungheria | 3 - 0 | Georgia  | 25-12, 25-16, 25-22              |

#### Classifica
| Pos | Squadra  | Pt | G | V | P | SV | SP | Ratio | PF  | PS  | Ratio |
| --- | -------- | -- | - | - | - | -- | -- | ----- | --- | --- | ----- |
| 1   | Turchia  | 8  | 3 | 3 | 0 | 9  | 2  | 4.500 | 267 | 173 | 1.543 |
| 2   | Ungheria | 4  | 3 | 1 | 2 | 5  | 6  | 0.833 | 234 | 245 | 0.955 |
| 3   | Romania  | 3  | 3 | 1 | 2 | 4  | 6  | 0.667 | 202 | 231 | 0.875 |
| 4   | Georgia  | 3  | 3 | 1 | 2 | 3  | 7  | 0.429 | 180 | 234 | 0.769 |

### Girone B

#### Risultati
| 8 gennaio 2015 Hala Sportova Dudova Suma, Subotica Durata: 1h:29 - Spettatori: 50   | Ucraina  | 3 - 1 | Francia  | 25-14, 21-25, 25-12, 25-21 |
| 8 gennaio 2015 Hala Sportova Dudova Suma, Subotica Durata: 1h:09 - Spettatori: 190  | Serbia   | 3 - 0 | Svizzera | 25-19, 25-10, 25-20        |
| 9 gennaio 2015 Hala Sportova Dudova Suma, Subotica Durata: 1h:19 - Spettatori: 35   | Francia  | 0 - 3 | Svizzera | 15-25, 14-25, 25-27        |
| 9 gennaio 2015 Hala Sportova Dudova Suma, Subotica Durata: 0h:58 - Spettatori: 350  | Ucraina  | 0 - 3 | Serbia   | 15-25, 10-25, 11-25        |
| 10 gennaio 2015 Hala Sportova Dudova Suma, Subotica Durata: 1h:48 - Spettatori: 50  | Svizzera | 1 - 3 | Ucraina  | 24-26, 24-26, 25-21, 20-25 |
| 11 gennaio 2015 Hala Sportova Dudova Suma, Subotica Durata: 0h:57 - Spettatori: 300 | Francia  | 0 - 3 | Serbia   | 7-25, 14-25, 16-25         |

#### Classifica
| Pos | Squadra  | Pt | G | V | P | SV | SP | Ratio | PF  | PS  | Ratio |
| --- | -------- | -- | - | - | - | -- | -- | ----- | --- | --- | ----- |
| 1   | Serbia   | 9  | 3 | 3 | 0 | 9  | 0  | MAX   | 225 | 122 | 1.844 |
| 2   | Ucraina  | 6  | 3 | 2 | 1 | 6  | 5  | 1.200 | 230 | 240 | 0.958 |
| 3   | Svizzera | 3  | 3 | 1 | 2 | 4  | 6  | 0.667 | 219 | 227 | 0.965 |
| 4   | Francia  | 0  | 3 | 0 | 3 | 1  | 9  | 0.111 | 163 | 248 | 0.657 |

### Girone C

#### Risultati
| 9 gennaio 2015 Dvorana Gimnasium, Rovigno Durata: 1h:05 - Spettatori: 100  | Polonia   | 3 - 0 | Finlandia | 25-13, 25-18, 25-20        |
| 10 gennaio 2015 Dvorana Gimnasium, Rovigno Durata: 1h:29 - Spettatori: 200 | Finlandia | 3 - 1 | Croazia   | 25-15, 25-12, 19-25, 25-15 |
| 11 gennaio 2015 Dvorana Gimnasium, Rovigno Durata: 1h:45 - Spettatori: 260 | Croazia   | 3 - 1 | Polonia   | 18-25, 25-23, 25-20, 25-16 |

#### Classifica
| Pos | Squadra   | Pt | G | V | P | SV | SP | Ratio | PF  | PS  | Ratio |
| --- | --------- | -- | - | - | - | -- | -- | ----- | --- | --- | ----- |
| 1   | Polonia   | 3  | 2 | 1 | 1 | 4  | 3  | 1.333 | 159 | 144 | 1.104 |
| 2   | Croazia   | 3  | 2 | 1 | 1 | 4  | 4  | 1.000 | 160 | 178 | 0.899 |
| 3   | Finlandia | 3  | 2 | 1 | 1 | 3  | 4  | 0.750 | 145 | 142 | 1.021 |

### Girone D

#### Risultati
| 8 gennaio 2015 Carl-von-Weinberg Halle, Francoforte Durata: 0h:58 - Spettatori: 400  | Israele     | 0 - 3 | Germania    | 2-25, 11-25, 9-25                 |
| 8 gennaio 2015 Carl-von-Weinberg Halle, Francoforte Durata: 1h:39 - Spettatori: 200  | Spagna      | 1 - 3 | Bielorussia | 25-14, 21-25, 18-25, 20-25        |
| 9 gennaio 2015 Carl-von-Weinberg Halle, Francoforte Durata: 1h:09 - Spettatori: 250  | Israele     | 0 - 3 | Spagna      | 9-25, 15-25, 15-25                |
| 10 gennaio 2015 Carl-von-Weinberg Halle, Francoforte Durata: 2h:14 - Spettatori: 250 | Germania    | 3 - 2 | Spagna      | 24-26, 24-26, 25-18, 25-20, 15-13 |
| 10 gennaio 2015 Carl-von-Weinberg Halle, Francoforte Durata: 1h:07 - Spettatori: 100 | Bielorussia | 3 - 0 | Israele     | 25-20, 25-17, 25-13               |
| 11 gennaio 2015 Carl-von-Weinberg Halle, Francoforte Durata: 1h:13 - Spettatori: 450 | Germania    | 3 - 0 | Bielorussia | 25-19, 25-16, 25-19               |

#### Classifica
| Pos | Squadra     | Pt | G | V | P | SV | SP | Ratio | PF  | PS  | Ratio |
| --- | ----------- | -- | - | - | - | -- | -- | ----- | --- | --- | ----- |
| 1   | Germania    | 8  | 3 | 3 | 0 | 9  | 2  | 4.500 | 263 | 179 | 1.469 |
| 2   | Bielorussia | 6  | 3 | 2 | 1 | 6  | 4  | 1.500 | 218 | 209 | 1.043 |
| 3   | Spagna      | 4  | 3 | 1 | 2 | 6  | 6  | 1.000 | 262 | 241 | 1.087 |
| 4   | Israele     | 0  | 3 | 0 | 3 | 0  | 9  | 0.000 | 111 | 225 | 0.493 |

### Girone E

#### Risultati
| 9 gennaio 2015 sTC Aréna, Púchov Durata: 1h:01 - Spettatori: 50   | Norvegia   | 0 - 3 | Italia     | 15-25, 10-25, 9-25         |
| 9 gennaio 2015 sTC Aréna, Púchov Durata: 1h:38 - Spettatori: 400  | Slovacchia | 1 - 3 | Portogallo | 17-25, 25-9, 24-26, 18-25  |
| 10 gennaio 2015 sTC Aréna, Púchov Durata: 1h:02 - Spettatori: 150 | Italia     | 3 - 0 | Portogallo | 25-20, 25-11, 25-13        |
| 10 gennaio 2015 sTC Aréna, Púchov Durata: 1h:22 - Spettatori: 450 | Norvegia   | 1 - 3 | Slovacchia | 25-19, 16-25, 12-25, 10-25 |
| 11 gennaio 2015 sTC Aréna, Púchov Durata: 1h:05 - Spettatori: 100 | Portogallo | 3 - 0 | Norvegia   | 25-15, 25-14, 25-15        |
| 11 gennaio 2015 sTC Aréna, Púchov Durata: 1h:06 - Spettatori: 600 | Italia     | 3 - 0 | Slovacchia | 25-13, 25-19, 25-21        |

#### Classifica
| Pos | Squadra    | Pt | G | V | P | SV | SP | Ratio | PF  | PS  | Ratio |
| --- | ---------- | -- | - | - | - | -- | -- | ----- | --- | --- | ----- |
| 1   | Italia     | 9  | 3 | 3 | 0 | 9  | 0  | MAX   | 225 | 131 | 1.718 |
| 2   | Portogallo | 6  | 3 | 2 | 1 | 6  | 4  | 1.500 | 204 | 203 | 1.005 |
| 3   | Slovacchia | 3  | 3 | 1 | 2 | 4  | 7  | 0.571 | 231 | 223 | 1.036 |
| 4   | Norvegia   | 0  | 3 | 0 | 3 | 1  | 9  | 0.111 | 141 | 244 | 0.578 |

### Girone F

#### Risultati
| 9 gennaio 2015 Sportska Dvorana Topolica, Antivari Durata: 2h:07 - Spettatori: 50   | Paesi Bassi | 3 - 2 | Grecia      | 28-30, 25-16, 25-12, 22-25, 15-10 |
| 9 gennaio 2015 Sportska Dvorana Topolica, Antivari Durata: 2h:04 - Spettatori: 220  | Montenegro  | 3 - 0 | Austria     | 28-26, 25-18, 23-25, 20-25, 15-6  |
| 10 gennaio 2015 Sportska Dvorana Topolica, Antivari Durata: 1h:46 - Spettatori: 40  | Grecia      | 3 - 1 | Austria     | 26-24, 25-23, 18-25, 25-16        |
| 10 gennaio 2015 Sportska Dvorana Topolica, Antivari Durata: 1h:14 - Spettatori: 400 | Paesi Bassi | 3 - 0 | Montenegro  | 25-12, 25-20, 25-22               |
| 11 gennaio 2015 Sportska Dvorana Topolica, Antivari Durata: 1h:38 - Spettatori: 30  | Austria     | 1 - 3 | Paesi Bassi | 23-25, 20-25, 25-23, 17-25        |
| 11 gennaio 2015 Sportska Dvorana Topolica, Antivari Durata: 1h:37 - Spettatori: 230 | Grecia      | 3 - 1 | Montenegro  | 22-25, 25-13, 25-18, 25-12        |

#### Classifica
| Pos | Squadra     | Pt | G | V | P | SV | SP | Ratio | PF  | PS  | Ratio |
| --- | ----------- | -- | - | - | - | -- | -- | ----- | --- | --- | ----- |
| 1   | Paesi Bassi | 8  | 3 | 3 | 0 | 9  | 3  | 3.000 | 288 | 232 | 1.241 |
| 2   | Grecia      | 7  | 3 | 2 | 1 | 8  | 5  | 1.600 | 284 | 271 | 1.048 |
| 3   | Montenegro  | 2  | 3 | 1 | 2 | 4  | 8  | 0.500 | 233 | 272 | 0.857 |
| 4   | Austria     | 1  | 3 | 0 | 3 | 4  | 9  | 0.444 | 273 | 303 | 0.901 |

### Girone G

#### Risultati
| 9 gennaio 2015 Zemgales Olimpiskais Centrs, Jelgava Durata: 1h:16 - Spettatori: 50   | Slovenia | 3 - 0 | Estonia  | 25-19, 25-20, 25-22        |
| 9 gennaio 2015 Zemgales Olimpiskais Centrs, Jelgava Durata: 1h:17 - Spettatori: 160  | Lettonia | 0 - 3 | Belgio   | 21-25, 16-25, 16-25        |
| 10 gennaio 2015 Zemgales Olimpiskais Centrs, Jelgava Durata: 1h:38 - Spettatori: 160 | Estonia  | 3 - 1 | Lettonia | 25-16, 25-21, 23-25, 25-21 |
| 10 gennaio 2015 Zemgales Olimpiskais Centrs, Jelgava Durata: 1h:15 - Spettatori: 120 | Slovenia | 0 - 3 | Belgio   | 21-25, 16-25, 14-25        |
| 11 gennaio 2015 Zemgales Olimpiskais Centrs, Jelgava Durata: 1h:30 - Spettatori: 50  | Estonia  | 0 - 3 | Belgio   | 19-25, 8-25, 15-25         |
| 11 gennaio 2015 Zemgales Olimpiskais Centrs, Jelgava Durata: 1h:07 - Spettatori: 120 | Lettonia | 0 - 3 | Slovenia | 16-25, 15-25, 12-25        |

#### Classifica
| Pos | Squadra  | Pt | G | V | P | SV | SP | Ratio | PF  | PS  | Ratio |
| --- | -------- | -- | - | - | - | -- | -- | ----- | --- | --- | ----- |
| 1   | Belgio   | 9  | 3 | 3 | 0 | 9  | 0  | MAX   | 225 | 146 | 1.541 |
| 2   | Slovenia | 6  | 3 | 2 | 1 | 6  | 3  | 2.000 | 201 | 179 | 1.123 |
| 3   | Estonia  | 3  | 3 | 1 | 2 | 3  | 7  | 0.429 | 201 | 233 | 0.863 |
| 4   | Lettonia | 0  | 3 | 0 | 3 | 1  | 9  | 0.111 | 179 | 248 | 0.722 |

### Girone H

#### Risultati
| 8 gennaio 2015 D. S. Borisoglebskij, Ramenskoe Durata: 1h:15 - Spettatori: 200  | Rep. Ceca | 3 - 0 | Danimarca | 25-21, 25-19, 25-16              |
| 8 gennaio 2015 D. S. Borisoglebskij, Ramenskoe Durata: 0h:58 - Spettatori: 320  | Russia    | 3 - 0 | Lituania  | 25-12, 25-7, 25-6                |
| 9 gennaio 2015 D. S. Borisoglebskij, Ramenskoe Durata: 1h:57 - Spettatori: 180  | Danimarca | 2 - 3 | Lituania  | 24-26, 25-17, 22-25, 25-21, 9-15 |
| 9 gennaio 2015 D. S. Borisoglebskij, Ramenskoe Durata: 1h:41 - Spettatori: 350  | Rep. Ceca | 1 - 3 | Russia    | 13-25, 25-22, 22-25, 16-25       |
| 10 gennaio 2015 D. S. Borisoglebskij, Ramenskoe Durata: 1h:07 - Spettatori: 80  | Lituania  | 0 - 3 | Rep. Ceca | 13-25, 9-25, 16-25               |
| 10 gennaio 2015 D. S. Borisoglebskij, Ramenskoe Durata: 0h:57 - Spettatori: 180 | Danimarca | 0 - 3 | Russia    | 8-25, 12-25, 14-25               |

#### Classifica
| Pos | Squadra   | Pt | G | V | P | SV | SP | Ratio | PF  | PS  | Ratio |
| --- | --------- | -- | - | - | - | -- | -- | ----- | --- | --- | ----- |
| 1   | Russia    | 9  | 3 | 3 | 0 | 9  | 1  | 9.000 | 247 | 135 | 1.830 |
| 2   | Rep. Ceca | 6  | 3 | 2 | 1 | 7  | 3  | 2.333 | 226 | 191 | 1.183 |
| 3   | Lituania  | 2  | 3 | 1 | 2 | 3  | 8  | 0.375 | 167 | 255 | 0.655 |
| 4   | Danimarca | 1  | 3 | 0 | 3 | 2  | 9  | 0.222 | 195 | 254 | 0.768 |

## Squadre qualificate
- Belgio
- Germania
- Grecia
- Italia
- Paesi Bassi
- Polonia
- Rep. Ceca
- Russia
- Serbia
- Slovenia
- Turchia